# Цугунага, Момоко
Момоко Цугунага (яп. 嗣永 桃子 Цугунага Момоко, род. 6 марта 1992 года, префектура Тиба, Япония) — японский идол, певица и актриса.
Карьера Момоко Цугунаги началась в 2002 году, когда она успешно прошла прослушивание для проекта Hello! Project Kids в составе Hello! Project. С тех пор она входила в состав трёх групп, состоящих из участников Hello! Project Kids: ZYX, Berryz Kobo и Buono!. В 2014—2017 годах являлась участницей группы Country Girls.

## История

### 2002
В 2002 году в возрасте 10 лет Момоко Цугунага приняла участие в масштабном прослушивании для Hello! Project Kids, собравшем 27 958 кандидаток. Момоко оказалась в числе 15 победителей.
В том же году она сыграла в фильме «Koinu Dan no Monogatari», в котором также были задействованы многие девушки из Hello! Project Kids и Morning Musume.

### 2003
Летом 2003 года из девочек-участниц Hello! Project Kids была образована первая группа, названная ZYX (Зикс). Из кидсов её состав вошли Эрика Умэда, Саки Симидзу, Майми Ядзима, Момоко и Мэгуми Мураками, а лидером стала опытная Мари Ягути из Morning Musume. В том же году группа выпустила два сингла: «Iku ZYX! FLY HIGH» и «Shiroi TOKYO».

### 2004
14 анваря 2004 года была анонсирована новая группа Berryz Kobo, в которую Момоко Цугунага вошла вместе с семью другими участницами Hello! Project Kids, а в начале марта уже вышел их первый сингл, «Anata Nashi de wa Ikite Yukenai», и состоялось их первое концертное выступление.
В том же году Момоко входила в состав официальной футзальной команды Hello! Project «Little Gatas», которая состояла из участниц групп Berryz Kobo и °C-ute.

### 2007
В 2007 году Момоко Цугунага, её подруга по группе Berryz Kobo Мияби Нацуяки и Айри Судзуки из °C-ute составили новую группу Buono!. О создании группы было объявлено 21 июля. Первый сингл группы вышел 31 октября.

### 2009
Выпущенный 9 сентября 2009 года второй сольный DVD Цугунаги попал на 20-е место недельного списка Орикона, что и по сей день является её лучшим результатом.

### 2010
В 2010 году Момоко была официально назначена лидером Buono!, хотя она уже провозглашала себя лидером раньше.

### 2014
В 2014 году Момоко стала участницей группы Country Girls в должности «играющего менеджера».

### 2017
В 2017 году объявила, что окончательно уходит из развлекательной индустрии. 30 июня 2017 года Момоко выпускает последнюю фотокнигу Tsugunaga Momoko Sotsugyou Album.

## Личные данные
Рост 149,8 см.

## Дискография
Список релизов группы Berryz Kobo см. в дискографии Berryz Kobo.

### DVD
| № | Название                                                           | Дата выхода     | Лейбл / Примечания          | Место                   |
| № | Название                                                           | Дата выхода     | Лейбл / Примечания          | Oricon Weekly DVD Chart |
| - | ------------------------------------------------------------------ | --------------- | --------------------------- | ----------------------- |
| 1 | momo only (яп. ｍｏｍｏ ｏｎｌｙ。)                                | 3 декабря 2008  | Piccolo Town                | 32                      |
| 2 | momo ok (яп. ｍｏｍｏ ｏｋ。)                                      | 9 сентября 2009 | Piccolo Town                | 20                      |
| 3 | Momochi DVD Zukan (яп. ももち DVD図鑑)                             | 27 октября 2010 | Piccolo Town                | 58                      |
| 4 | Momo Play (яп. ももプレ♡)                                          | 4 марта 2011    | лимит. изд. серии e-LineUP! |                         |
| 5 | Momo Play 2: Kaitou Momo Seine (яп. ももプレ♡2 〜怪盗モモセーヌ〜) | декабрь 2012    | лимит. изд. серии e-LineUP! |                         |
| 6 | Momochi Hatachi (яп. ももち はたち)                                | 25 апреля 2012  | Piccolo Town                | 94                      |

## Фильмография
| Год  |   | Название | Роль                     |
| ---- | - | --- | ------------------------ |
| 2002 | ф | Koinu Dan no Monogatari (яп. 仔犬ダンの物語, История щенка Дана) (14 декабря 2002)                                                                   | Имя персонажа не указано |
| 2004 | ф | Promise Land ~Clovers no Daibouken~ (яп. Promise Land ～クローバーズの大冒険～, Земля обетованная: Приключения Кловерса) (17 июля — 6 сентября 2004) | Имя персонажа не указано |
| 2011 | ф | Gomennasai (яп. ゴメンナサイ) (29 октября 2011) | Имя персонажа не указано |
| 2011 | ф | Ousama Game (яп. 王様ゲーム) (17 декабря 2011) | Имя персонажа не указано |

### Фотокниги
- momo (19 июня 2007 года, ISBN 978-484704018-4)[13]
- momo16 ~Momoiro~ (яп. momo16 ~ももいろ~, «Момо 16 ~Цвет персика~») (19 марта 2008 года, ISBN 978-404895015-2)
- Momo no Mi (яп. 桃の実) (21 ноября 2008 года, Wani Books, ISBN 978-4847041389)
- momochiiii (21 августа 2009 года, Wani Books, ISBN 978-4847041921)
- Momochi Zukan (яп. ももち 図鑑, «„Momochi“, книжка с картинками») (20 октября 2010 года, Wani Books, ISBN 978-4-8470-4322-2)
- Hatachi Momochi (яп. はたち ももち) (6 марта 2012, Wani Books, ISBN 978-4-8470-4444-1)[14]
- Tsugunaga Momoko Sotsugyou Album (яп. 嗣永桃子卒業アルバム)